# Atendimento ao cliente
Atendimento ao cliente é a prestação de serviço aos clientes antes, durante e depois da compra. A percepção de sucesso de tais interações depende dos funcionários "que podem ajustar-se à personalidade do consumidor".
O atendimento ao cliente diz respeito à prioridade que uma organização atribui ao atendimento ao cliente em relação aos componentes, como a inovação de produtos e preço. Neste sentido, uma organização que valoriza o bom atendimento ao cliente pode gastar mais dinheiro em treinamento de funcionários que a média das organizações, ou de forma proativa entrevistar clientes em busca de feedback.
Do ponto de vista do empenho geral da engenharia do processo de vendas, o atendimento ao cliente desempenha um papel importante na capacidade de uma organização gerar renda e receita. A partir dessa perspectiva, o atendimento ao cliente deve ser incluído como parte de uma abordagem geral para a melhoria sistemática. Uma boa experiência de atendimento ao cliente pode mudar toda a percepção que o cliente tem em relação à organização.

## Suporte ao cliente
O suporte ao cliente é uma gama de serviços ao consumidor para auxiliá-los a utilizar um produto de forma correta e econômica. Essa variedade de serviços inclui assistência no planejamento, instalação, treinamento, resolução de problemas, manutenção, atualização e descarte de um produto. Esses serviços ainda podem ser feitos nas instalações do cliente, onde ele/ela usa o produto ou serviço. Nesse caso é chamado de "atendimento a domicílio" ou "suporte a domicílio".
Em relação a produtos de tecnologia, como celulares, televisores, computadores, produtos de software, ou outros bens eletrônicos ou mecânicos, é denominado de suporte técnico.

## Formas de melhorar o atendimento ao cliente
Existem diversas pesquisas que relacionam a melhora do atendimento ao crescimento do faturamento, entretanto nem todos os gestores se preocupam com a experiência do cliente.
As técnicas utilizadas para a melhora dos índices de satisfação geralmente passam pelo treinamento constante dos colaboradores, cliente oculto, pesquisa em concorrentes e pesquisas de satisfação.

## Atendimento automatizado
O atendimento ao cliente pode ser provido por uma pessoa (por exemplo, representante de vendas e serviço), ou por meios automatizados. Exemplos de meios automatizados são sites da Internet. Uma vantagem com meios automatizados é uma maior capacidade para fornecer o serviço 24 horas por dia, o que pode, pelo menos, ser um complemento para o atendimento ao cliente por pessoas.
Um tipo cada vez mais popular de atendimento automatizado é conduzido através da inteligência artificial ou IA.
Os benefícios do cliente da IA são a sensação de conversar com um agente ao vivo através de tecnologias aprimoradas de fala, ao mesmo tempo em que oferece aos clientes o benefício do autoatendimento.
Outro exemplo de atendimento ao cliente automatizado é por gravação de voz, que geralmente envolve um menu principal e a utilização do teclado como opções (por exemplo, "Pressione 1 para o inglês, Pressione 2 para o espanhol", etc.)
No entanto, na era da Internet, um desafio tem sido o de manter e/ou melhorar a experiência pessoal enquanto usa a eficiência do comércio online. "Os clientes online são literalmente invisíveis para você (e você para eles), por isso é fácil minimizá-los emocionalmente. Mas essa falta de presença visual e tátil torna ainda mais crucial criar um senso de conexão pessoal, de humano-para-humano na arena online."

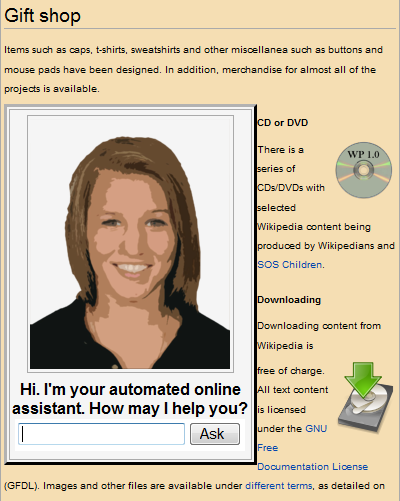
Um assistente online automatizado com avatar provendo atendimento automatizado em uma página da web.

Exemplos de atendimento ao cliente por meios artificiais são os assistentes online automatizados que podem ser vistos como avatares em sites. Pode ser útil para que as empresas reduzam seus custos de operação e treinamento. Estes são conduzidos por chatterbots, e uma grande tecnologia subjacente a tais sistemas é o processamento de linguagem natural.

## Métricas e mensuração dos resultados de atendimento ao cliente
As duas principais formas de coleta de feedback são: pesquisas com clientes e mensuração Net Promoter Score, utilizado para o cálculo da lealdade que existe entre um provedor e um consumidor.
Métricas de atendimento ao cliente que são seguidas por empresas dependem da ferramenta utilizada para o atendimento. Métricas mais populares incluem:
- tempo da primeira resposta
- tempo médio de resposta,
- tempo total do atendimento,
- pontuação da satisfação do cliente (CSAT).

## Feedbackimediato
Muitas organizações têm implementado ciclos de feedback que permitem capturar o feedback no momento da experiência. Por exemplo, a National Express, no Reino Unido, convidou os passageiros para enviar mensagens de texto enquanto andavam de ônibus. Isso tem se mostrado útil, pois permite as empresas a aprimorarem seu atendimento antes da insatisfação do cliente, o que aumenta a probabilidade de o cliente voltar em uma próxima ocasião. A tecnologia tornou cada vez mais fácil para as empresas obterem feedback dos seus clientes. Comunidade de blogs e fóruns dão aos clientes a oportunidade de dar explicações detalhadas tanto sobre as experiências negativas, quanto as positivas, de uma empresa/organização.

## Padronização
Existem alguns padrões sobre este tópico. ISO e o Instituto Internacional de Atendimento ao Cliente (TICSI) publicaram os seguintes:
- ISO 9004:2000, sobre melhoria de desempenho
- ISO 10001:2007, sobre conduta de atendimento ao cliente.
- ISO 10002:2004, sobre gestão de qualidade no tratamento de reclamações de clientes
- ISO 10003:2007, sobre resolução de disputas
- ISO 10004:2012, sobre monitoramento e mensuração
- O Padrão Internacional de Atendimento ao Cliente (TICSS)
- CCQA Padrão de Atendimento ao Cliente (Aliança de Qualidade Assistencial) www.CCQA.org.uk

Há também um padrão de gerenciamento de serviços de tecnologia da informação :  ISO/IEC 20000:2005. Sua primeira parte refere-se a especificações e a segunda parte ao código de práticas.

## Críticas
Alguns têm argumentado que a qualidade e o nível de atendimento ao cliente têm diminuído nos últimos anos, e que isto pode ser atribuído à falta de apoio ou compreensão nos níveis de gestão alto e médio de uma empresa e/ou uma política de atendimento ao cliente. Para resolver este argumento, muitas organizações têm utilizado uma variedade de métodos para aprimorar os seus níveis de satisfação do cliente, e outros indicadores-chave de desempenho (KPIs).